# Dilek Öcalan

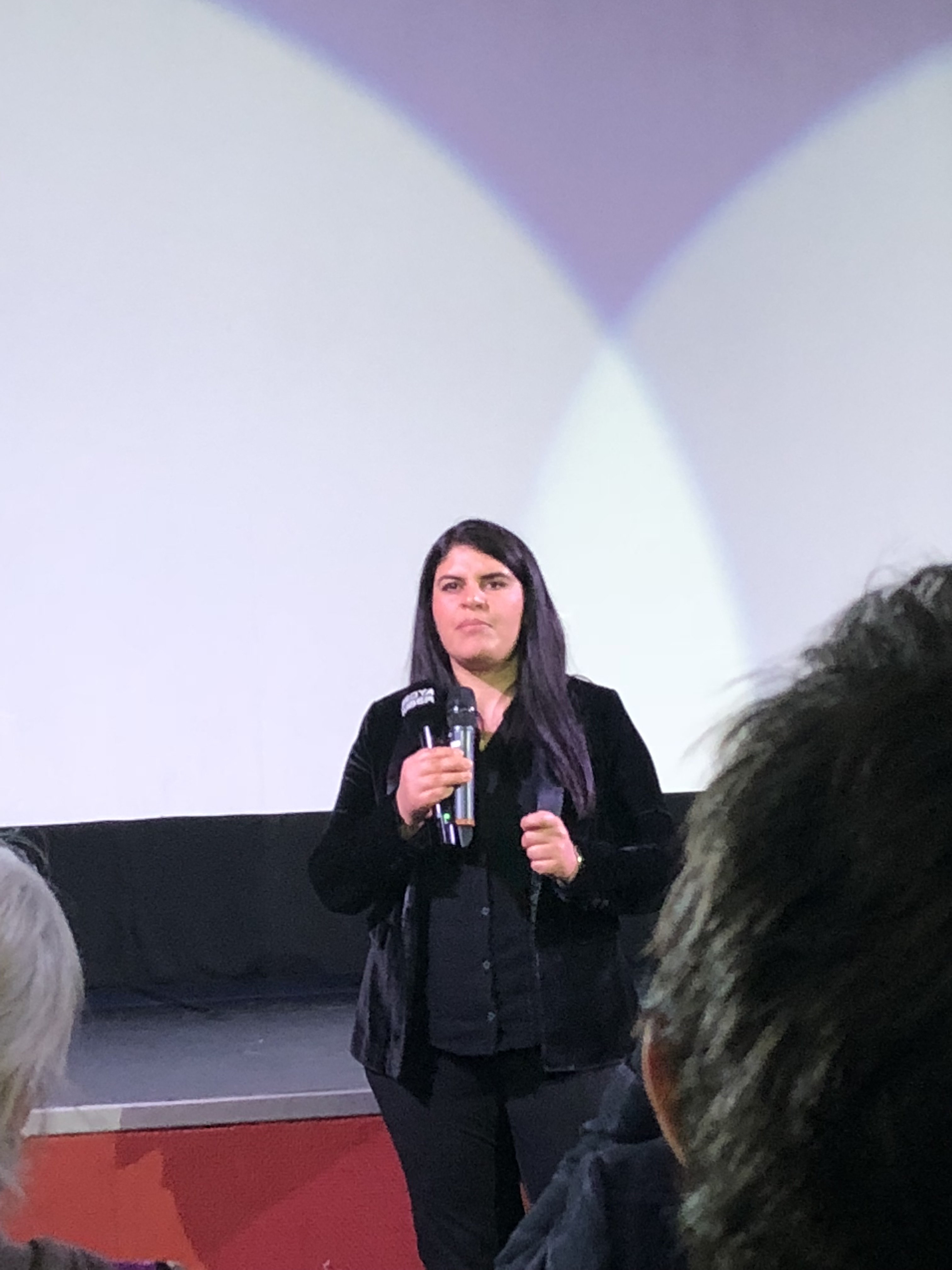
Dilek Öcalan

Dilek Öcalan (geb. 3. Oktober 1987 in Ömerli, Türkei) ist eine ehemalige Abgeordnete der kurdischen Halkların Demokratik Partisi. Sie ist die Nichte  Abdullah Öcalans und lebt (Stand 2019) im europäischen Exil.

## Privates
Dilek Öcalan stammt aus einfachen bäuerlichen und traditionellen Verhältnissen. Sie wurde als jüngstes von insgesamt sieben Kindern der Schwester Abdullah Öcalans in Ömerli (Kurdisch Amara) im Landkreis Halfeti der Provinz Şanlıurfa geboren. Ihre Eltern sind Fatma und Hüseyin Zain Öcalan. Ihr Vater, der ein Cousin ihrer Mutter war, starb, als Dilek sechs Monate alt war. Ihr ältester Bruder Ali übernahm die Rolle des Familienoberhauptes. Ihre vier älteren Brüder besuchten lediglich die Grundschule. Dilek besuchte die Grundschule in Ömerli, die Mittelschule im Dorf Saylakkaya (Kurdisch Cibin) und das Gymnasium in der Kreisstadt Halfeti. Bis zum Schulabschluss lebte sie zu Hause. Auf Geheiß ihres Onkels Abdullah, den sie „die Führung“ (Önderlik) nennt, sollte sie studieren. Dilek Öcalan bereitete sich ein Jahr lang in Diyarbakır in einem Dershane auf die Aufnahmeprüfung für die Universität vor. Sie absolvierte ein Studium Tourismus- und Reisemanagement an der Mersin Üniversitesi und kehrte nach Diyarbakır zurück, wo sie in einem Frauenprojekt der Stadtverwaltung arbeitete. Währenddessen setzte sie ihr Studium der Soziologie als Fernstudium an der Anadolu Üniversitesi fort.

## Politik
Als die Barış ve Demokrasi Partisi sich 2014 in Halkların Demokratik Partisi und Demokratik Bölgeler Partisi aufspaltete, trat sie der Demokratik Bölgeler Partisi bei und wurde in den Parteivorstand gewählt. Bei der Parlamentswahl in der Türkei Juni 2015 wurde Öcalan als Abgeordnete in die Große Nationalversammlung der Türkei gewählt. Mehmet Öcalan, ihr Onkel und Bruder Abdullah Öcalans, machte Einwände gegen die Kandidatur geltend. Dilek Öcalan sei zu jung und habe noch nichts geleistet. Sein Bruder werde das nicht gutheißen, äußerte er sich öffentlich. Bei den Neuwahlen im selben Jahr wurde Dilek Öcalan als Abgeordnete bestätigt. Bei beiden konstituierenden Sitzungen des Parlaments war sie mit 27 und 28 Jahren als jeweils jüngste Abgeordnete Mitglied des Parlamentspräsidiums.

## Haftstrafe und Exil
Im Februar 2016 nahm sie an einer Beerdigungsfeierlichkeit für einen gefallenen Kämpfer der als terroristische Organisation eingestuften Arbeiterpartei Kurdistans teil. Dabei hielt sie laut PKK-Medien eine Rede mit folgenden Aussagen: Ein Kurde beugt sich niemals den Tyrannen und wird das auch künftig nicht tun. Das kurdische Volk wird gewinnen. Heute habt ihr euch für einen Märtyrer eingesetzt und der AKP eine schallende Ohrfeige versetzt. Ihre Immunität als Abgeordnete wurde aufgehoben, Dilek Öcalan wurde vor Gericht gestellt und zu einer Haftstrafe von 2,5 Jahren verurteilt. Die Strafe wurde nicht zur Bewährung ausgesetzt. Vor der Parlamentswahl in der Türkei 2018 entzog sich Dilek Öcalan dem staatlichen Zugriff, ging nach Europa und nahm Ende 2018 und Anfang 2019 in Straßburg an einem unbefristeten Hungerstreik der PKK zur Beendigung der Isolationshaft Abdullah Öcalans teil. Der Hungerstreik würde auf Geheiß Abdullah Öcalans abgebrochen.

## Trivia
Das Ayyıldız Tim übernahm 2017 die Kontrolle über Dilek Öcalans Twitter-Account und forderte unter ihrem Namen die Hinrichtung von Abdullah Öcalan und den Anschluss der  Autonomen Region Kurdistan.